# Coletivo Beat Selecter
Coletivo Beat Selecter é formado de pesquisadores das raízes da Música afro-brasileira e da cultura da diáspora negra nas Américas. O projeto foi iniciado no ano de 2008 por brasileiros que vivem em Barcelona (Espanha). Em 2013 o Beat Selecter passou a desenvolver seu trabalho simultaneamente em Barcelona e em Belo Horizonte (Brasil), onde se iniciou uma pesquisa musical relacionada aos ritmos latinos e brasileiros. Por ser composto por artistas em sua maioria negros e das regiões periféricas, as músicas referenciadas e produzidas pelo coletivo apresentam a diversidade de ritmos produzidos na África e demais estilos e influências musicais difundidos por meio da diáspora negra ocorrida na América Latina. Atualmente o Coletivo é formado por pesquisadores e artistas de vários países, que administram uma rede de ação colaborativa, além de atuar no campo das artes visuais e dialogar com linguagens artísticas diferenciadas. Desde 2014 vem tocando no estilo Soundsystem em Festivais de Cultura Negra, mesclando sonoridades como Samba, Funk, Cumbia, Latin, Afrobeat, Reggae, Dub, Hip-Hop, Global Bass, Drum and Bass, e música eletrônica.